# 日野町営バス (鳥取県)
日野町営バス（ひのちょうえいバス）は、鳥取県日野郡日野町で運行するコミュニティバス。一部の路線は日南町にも乗り入れている。
自家用自動車（白ナンバー）による有償運送路線で、運行は日本交通に委託している。

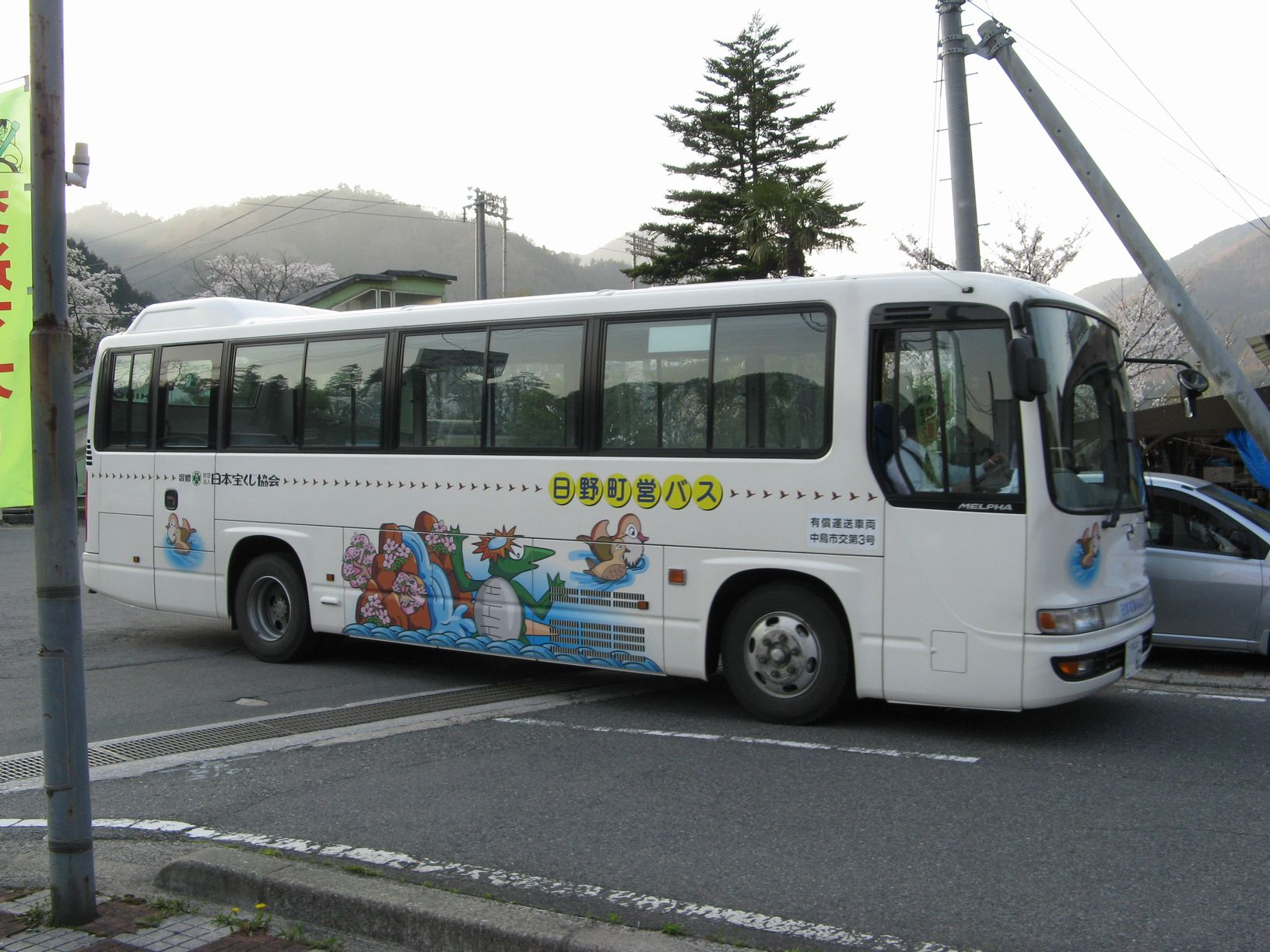
黒坂駅前にて

## 特徴
- 料金は以下の通りとなっている。
  - 菅福線、奥渡線、板井原・真住線は大人200円、小学生、障害者等は100円。
  - 病院線は大人100円、小学生、障害者等は50円。
- 定期券・回数券の設定もある。
- なお、他社の一般路線の乗車券類は使用できない。
- 1月1日 - 1月3日、土曜、休日は運休となる。
- 運行は日本交通に委託している。

## 歴史
- 2000年（平成12年）11月 - 日野病院の移転に伴い、おしどりバス（現在は病院線）を運行開始。
- 2006年（平成18年）1月4日 - 日ノ丸自動車（日ノ丸バス）が2005年12月31日限りで撤退したため、町営バスを運行開始。
- 2016年（平成28年）1月 - 日本交通根雨営業所が分社化により日野交通となる。
- 2021年（令和3年）4月1日 - 日野交通のタクシーが日野町営タクシーとなり、それと同時に日本交通が日野交通を吸収合併。また、土曜日も運休となる。

## 営業所（車庫）の所在地
- 日野町営交通事務所（日本交通に管理委託）
  - 鳥取県日野郡日野町根雨166-4

## 路線

### 一般路線
詳細な運行案内は#外部リンクの町営バス時刻表を参照のこと。
- 菅福線
  - 根雨駅前 → （日野病院前 → 日野中学校前） → 下菅 → 黒坂駅前 → 上菅駅前 → 生山駅前
  - 生山駅前 → 上菅駅前 → 黒坂駅前 → 下菅 → 日野病院前 → （日野中学校前） → 根雨駅前
- 奥渡線
  - 根雨駅前 → （日野病院前 → 日野中学校前） → 長楽寺入口 → 榎市 → 別所 → 【小原】 → 中門 → 榎市 → 長楽寺入口 → 日野病院前 → （日野中学校前） → 根雨駅前
    - 【】内の停留所は、デマンドバスのため、日野町営交通事務所に要電話予約。
- 板井原・真住線
  - 根雨駅前 → 日野病院前 → 日野中学校前 → 高尾 → 横路入口 → 【横路上 → 横路下 → 三栗】 → 門 → 高尾 → 金持神社前 → 板井原 → 金持神社前 → 高尾 → 日野病院前 → 根雨駅前
  - 根雨駅前 → 高尾 → 金持神社前 → 板井原 → 金持神社前 → 高尾 → 日野病院前 → 日野中学校前 → 根雨駅前
  - 根雨駅前 → 高尾 → 横路入口 → 【横路上 → 横路下 → 三栗】 → 門 → 高尾 → 日野病院前 → 日野中学校前 → 根雨駅前
    - 朝のみ、板井原線と真住線を分けて運行。
    - 【】内の停留所は、デマンドバスのため、日野町営交通事務所に要電話予約。
- 病院線
  - 金持テラスひの前 - ホワイト急便前 - 根雨駅前 - 日野病院前

### スクールバス
詳細な運行案内は#外部リンクの町営バス時刻表を参照のこと。
- 奥渡線
  - 根雨小東 - 長楽寺入口

## 運行車両
菅福線は日野・メルファ1台、奥渡線、板井原・真住線、根雨宿・病院線は日野・リエッセ(AT)2台で運行されている。

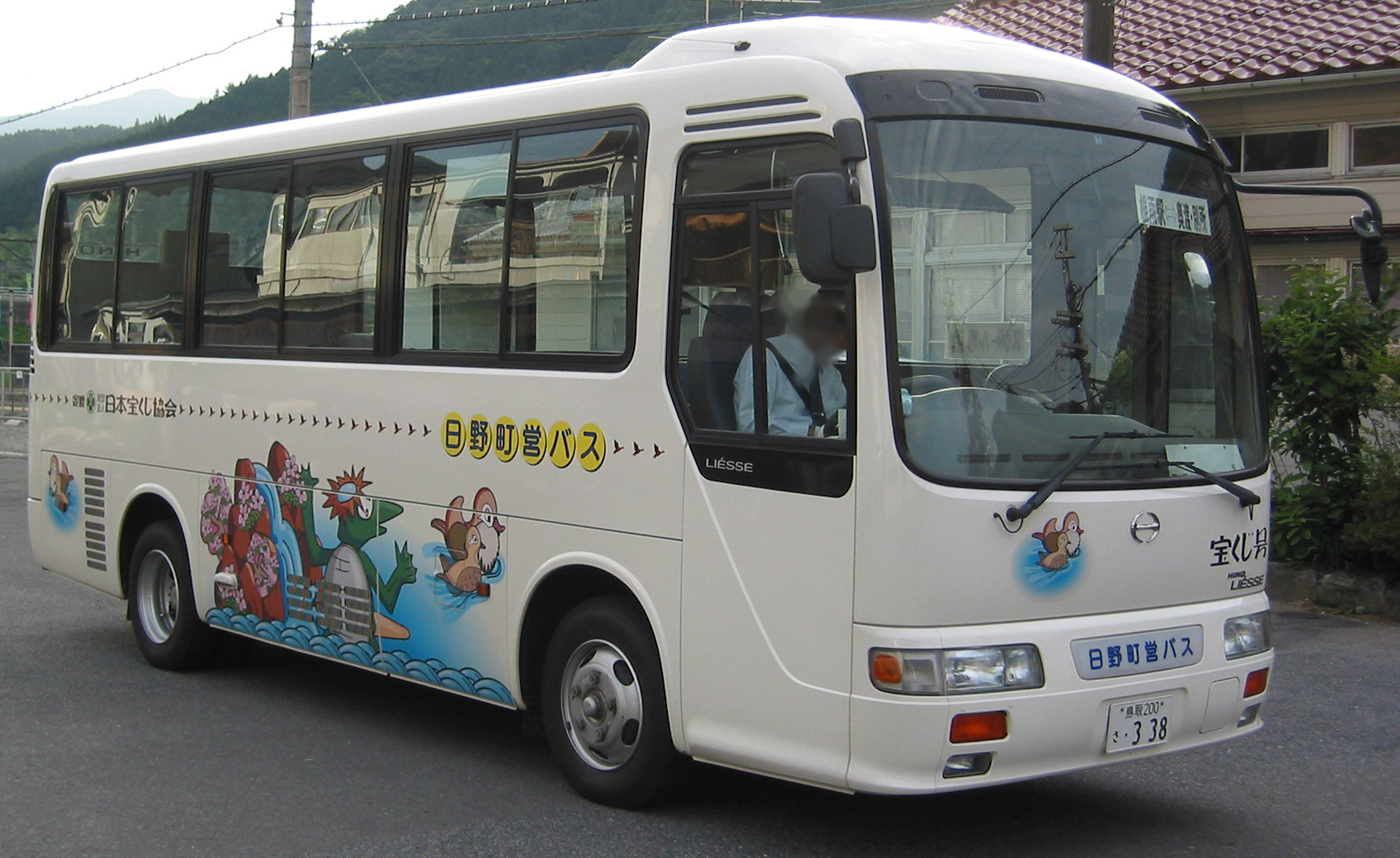
日野・リエッセ（2007年6月）